# Jan Gabryś (generał III RP)
Jan Gabryś (ur. 1955 w Jaśle) – generał brygady Wojska Polskiego.

## Wykształcenie
- 1970–1974 – Liceum Elektryczne w Krośnie;
- 1974-1978 – Wyższa Oficerska Szkoła Radiotechniczna w Jeleniej Górze;
- 1986–1989 – Akademia Sztabu Generalnego WP;
- 1995–1996 – Podyplomowe Studium Operacyjno-Strategiczne w Akademii Obrony Narodowej w Warszawie;
- 2003 – Studia Podyplomowe w United States Air Force Academy w bazie Maxwell(inne języki) w USA;

## Kariera zawodowa
- 1978-1989 – jednostka radiotechniczna;
  - dowódca plutonu;
  - dowódca kompanii;
  - szef sztabu batalionu;
- 1989-1994 – dowódca 21. dywizjonu ogniowego w Pucku;
- zastępca dowódcy brygady do spraw liniowych w 26. Brygadzie Rakietowej OP w Gryficach;
- szef wydziału szkolenia w oddziale Wojsk Rakietowych 2. Korpusu OP w Bydgoszczy;
- 1996–2001 – dowódca 4. Gdyńskiej Brygady Rakietowej OP;
- 2001–2002 – szef oddziału szkolenia Szefostwa wojsk radiotechnicznych dowództwa WLOP;
- listopad 2003 – sierpień 2004 – dowódca 61. Skwierzyńskiej Brygady Rakietowej OP;
- 2005–2007 – szef zarządu planowania operacyjnego w dowództwie Sił Powietrznych;
- od sierpnia 2007 – lipiec 2010 Szef Wojsk OPL Sił Powietrznych.
- lipiec 2010 Szef Obrony Przeciwlotniczej MON
- czerwiec 2015 przeniesiony w stan spoczynku

## Awanse
- podporucznik – 1978

(...)
- generał brygady – 11 listopada 2009[1][2].

Wielokrotnie wyróżniany i odznaczany, Złotym Krzyżem Zasługi (1997), Krzyżem Kawalerskim Orderu Odrodzenia Polski (2002), Lotniczym Krzyżem Zasługi (2015).